# Orthocladius publicus
Orthocladius publicus är en tvåvingeart som först beskrevs av Frederick Wollaston Hutton 1902.  Orthocladius publicus ingår i släktet Orthocladius och familjen fjädermyggor. Inga underarter finns listade i Catalogue of Life.